# Партия Сергея Суханова
Партия Сергея Суханова (укр. Партія Сергія Суханова) — украинская политическая партия, выступающая за признание русского языка на Украине вторым государственным, федерализацию государства и ликвидацию поста президента страны. Прежние названия — Партия «Родина»; Прогрессивно-демократическая партия Украины; Партия «Новая генерация Украины».
Согласно информации Министерства юстиции Украины, бывшее официальное название партии «Родина» («Родына» в русскоязычном произношении) было зарегистрировано на украинском языке, и его перевода на русский язык не предполагалось.

Бывший флаг партии

Образована осенью 2007 года как Общественно-политическое объединение «Родина» из депутатов Одесского городского совета. В состав вошли Игорь Марков, Валентин Чернов, Константин Розов, Роман Скомороха, Александр Дороховский. Осенью 2008 года «Родина» стала политической партией. Лидером новой политической силы стал руководитель объединения «Родина», депутат Одесского городского совета Игорь Марков.
Партия создана путём реформирования Прогрессивно-демократической партии Украины, действующей на Украине с декабря 1999 года и изначально называвшейся «Новая генерация Украины». Президентом Всеукраинского гражданского объединения «Новая генерация» (с июля 1998) и президентом партии «Новая генерация Украины» (с июля 1999 по май 2004) являлся Юрий Мирошниченко.
Костяком новой организации стала депутатская группа «Родина», состоящая из самого Игоря Маркова, а также депутатов Романа Скоморохи, Константина Розова и Александра Дороховского.
Кроме того, в политсовет партии вошёл президент общественной организации «Русский клуб» Сергей Продаевич, генеральный директор одесского телеканала АТВ Игорь Димитриев и ряд других одесских общественных деятелей. «Основной задачей новой политической силы является изменение ситуации в стране и предупреждение того хаоса, к которому Украина идет семимильными шагами».
2 сентября 2009 года Министерство юстиции Украины по инициативе Службы безопасности Украины аннулировало свидетельство о регистрации партии. 14 декабря того же года партия провела новый учредительный съезд и затем повторно зарегистрировалась в Минюсте под тем же названием.
28 марта 2020 года председателем партии стал Сергей Суханов, который 10 августа сменил название партии на «Партию Сергея Суханова» и перенёс штаб-квартиру в Днепр.